# Mezőkeresztes
Mezőkeresztes ist eine ungarische Stadt im Kreis Mezőkövesd im Komitat Borsod-Abaúj-Zemplén.

## Geografische Lage
Mezőkeresztes liegt in Nordungarn, 31 Kilometer südwestlich des Komitatssitzes Miskolc an den Flüssen Kácsi-patak und Tardi-patak und grenzt im Westen an die Kreisstadt Mezőkövesd. Nachbargemeinden sind Mezőnyárád, Bükkábrány, Csincse, Gelej, Mezőnagymihály und Szentistván.

## Geschichte
Im Jahr 1596 fand während des Langen Türkenkriegs die Schlacht bei Mezőkeresztes  statt. Im Jahr 1913 gab es in der damaligen Großgemeinde 1056 Häuser und 4501 Einwohner auf einer Fläche von 12.251 Katastraljochen. Sie gehörte zu dieser Zeit zum Bezirk Mezőkövesd im Komitat Borsod. Im Jahr 1950 wurde am Rande der Großgemeinde Erdöl entdeckt, das bis in die 1980er Jahre gefördert wurde. 2009 erhielt Mezőkeresztes den Status einer Stadt.

## Sehenswürdigkeiten
- Gábor-Koncz-Denkmal, erschaffen von Róbert Király
- Heimatmuseum (Tájház)
- Holzskulpturen Őseink emlékére, erschaffen von Zoltán Faragó
- Lajos-Kossuth-Denkmal, erschaffen 1902 von Béla Gerenday und György Kiss
- Reformierte Kirche
- Römisch-katholische Kirche Magyarok Nagyasszonya, erbaut 1899
- Römisch-katholische Kirche Szent Kereszt felmagasztalása
- Sándor-Petőfi-Denkmal, erschaffen von Sándor Simorka und Róbert Ekker
- Weltkriegsdenkmal

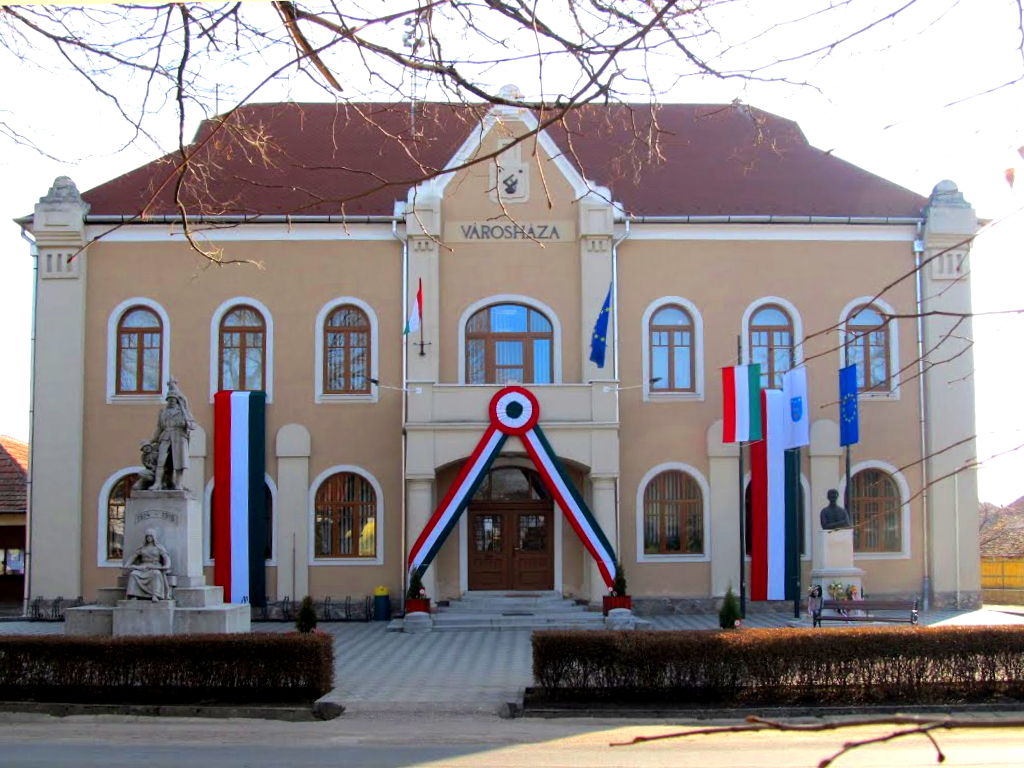
Rathaus
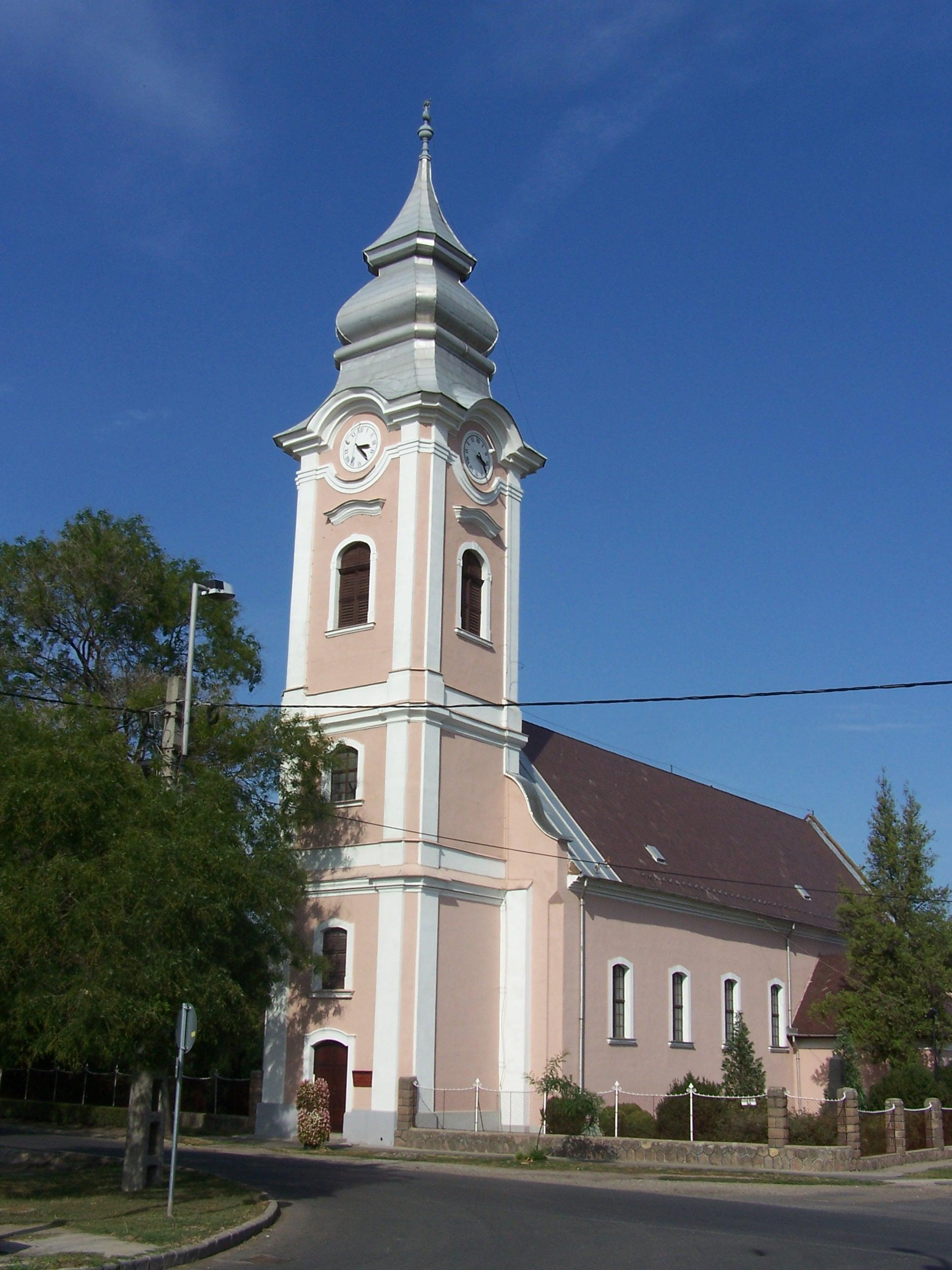
Reformierte Kirche
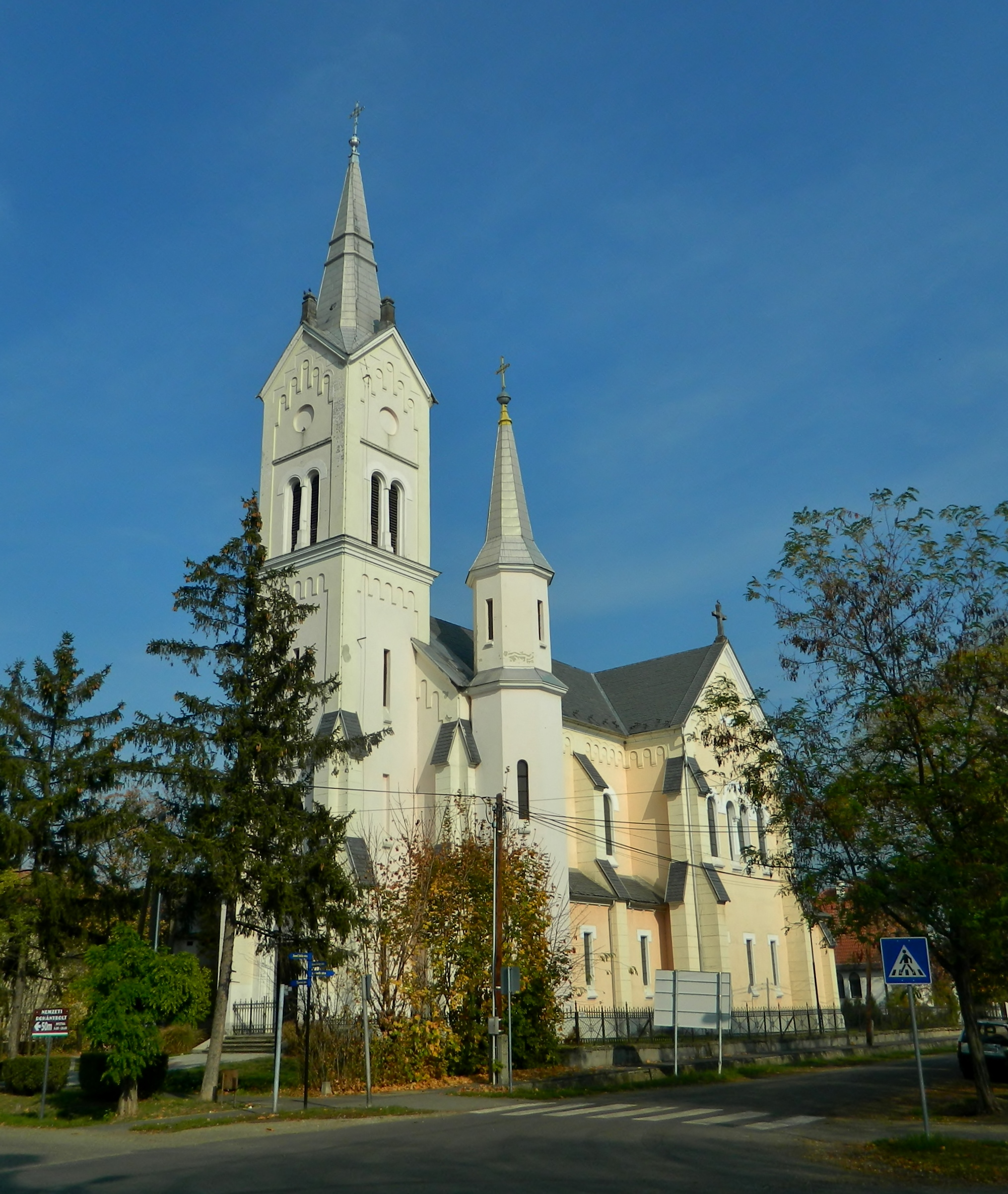
Römisch-katholische Kirche Magyarok Nagyasszonya
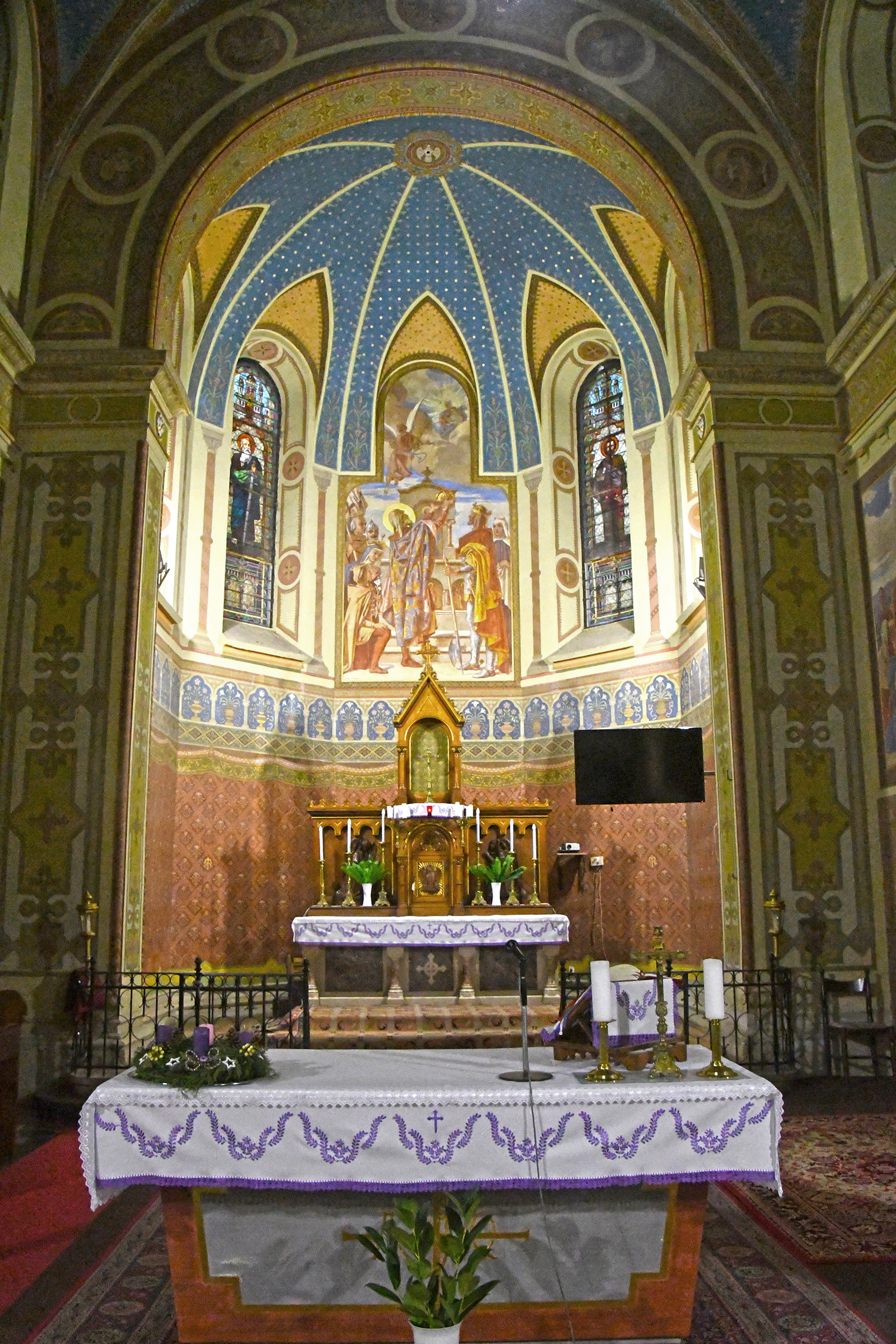
Blick auf den Altar der Kirche Magyarok Nagyasszonya
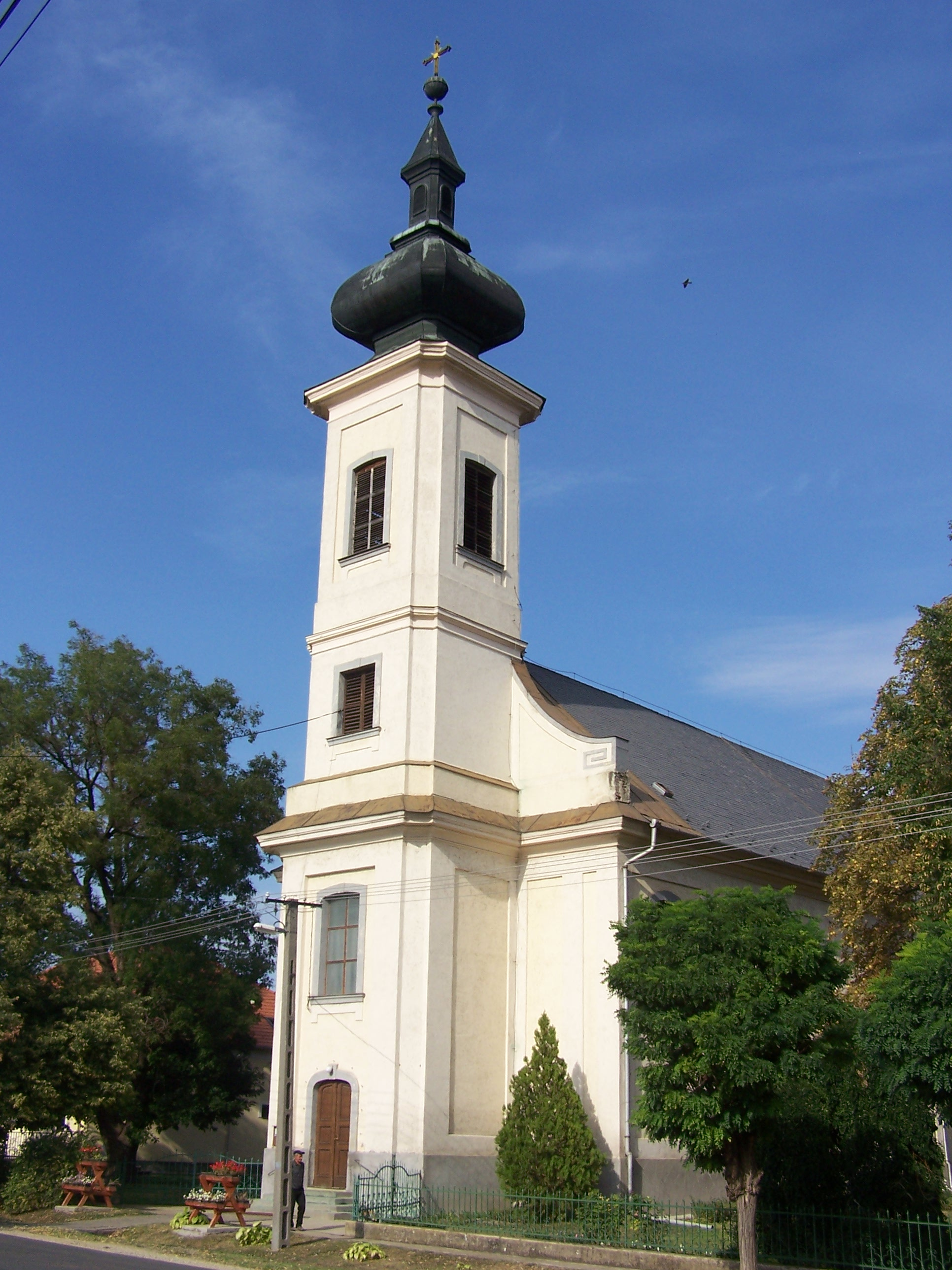
Römisch-katholische Kirche Szent Kereszt felmagasztalása

## Verkehr
In Mezőkeresztes treffen die Landstraßen Nr. 3304, Nr. 3305 und Nr. 3306 aufeinander, südlich des Ortes verläuft die Autobahn M3. Es bestehen Zugverbindungen nach Miskolc und Füzesabony.